# Seria 123 ČD
E 469.3 – lokomotywa elektryczna wyprodukowana w 1971 roku dla kolei czechosłowackich. Wyprodukowanych zostało trzydzieści lokomotyw. Lokomotywy wyprodukowano do prowadzenia pasażerskich pociągów kursujących po zelektryfikowanych liniach kolejowych. Elektrowozy pomalowano na kolor zielony. Po rozpadzie Czechosłowacji elektrowozy eksploatowane są przez koleje czeskie oznakowane jako Řada 123.